# Gnomisch
Gnomisch is de taal van de elfen uit de serie Artemis Fowl van Eoin Colfer. Het is een kunsttaal gevormd uit gecodeerd Engels, waarbij elke letter vervangen wordt door een symbool, een zogenaamde substitutieversleuteling.
Er is één Gnomisch woord dat in Artemis Fowl meerdere malen wordt gebruikt: D'Arvit, de meest bekende Gnomische vloek. Deze wordt het meeste gebruikt door commandant Julius Root, maar ook door Holly Short, Turf Graafmans en andere elfen.
In het Gnomisch bestaan er geen hoofdletters, wel kan het symbool groter worden geschreven.
De 'e' is een aparte letter, deze wordt onder het symbool geplaatst waarachter het moet staan. Bij twee e's worden er niet twee tekens onder een symbool geplaatst, maar wordt de e vetgedrukt (e). Drie e's (bijvoorbeeld in het woord zeeën) worden aangegeven met een vetgedrukte, verlengde e.
Een spatie wordt aangegeven met een ·, een punt aan het eind van een zin met een →.
Soms worden deze weggelaten.